# Invertovaný soubor
Invertovaný soubor (též fulltextový index) je datová struktura používaná pro fulltextové vyhledávání v rozsáhlých kolekcích dokumentů. Účelem invertovaného souboru je umožnit rychlé vyhledávání za cenu dodatečných operací v okamžiku přidání dokumentu do databáze.
Obvykle se jedná o seřazený soubor významných slov, upravených na základní tvar lemmatizátorem. Ke každému slovu je přiřazen seznam dokumentů, ve kterých se slovo vyskytuje, s případnými dalšími informacemi (místo výskytu).